# Lacuna (Computerspiel)
Lacuna ist ein Adventure-Computerspiel, das vom unabhängigen deutschen Entwicklerstudio DigiTales Interactive entwickelt und Januar 2021 von Assemble Entertainment für Microsoft Windows veröffentlicht wurde. Am 21. Dezember 2021 erschien es für die Spielkonsolen Xbox One, Xbox Series, PlayStation 4 und PlayStation 5. Eine Version für die Nintendo Switch folgte am 28. Dezember 2021.

## Handlung
Lacuna spielt in einem fremden Sonnensystem, in dem mehrere bewohnbare Planeten existieren und die Menschheit bereits begonnen hat, diese zu kolonialisieren. Der Spieler schlüpft in die Rolle von Neil Conrad, einem Agenten einer Antiterroreinheit, der zwischen die Fronten eines Konflikts zwischen den Kolonialmächten und Separatisten gerät.

## Spielprinzip
Die Spielfigur wird direkt mit WASD oder Steuerkreuz in einem zweidimensionalen Bild bewegt, wobei man an Treppen oder Türen die Ebene auf Tastendruck durchbricht. Es müssen Hinweise gesammelt werden, um Lückentexte in Ermittlungsakten zu vervollständigen. Hierfür wird die Umgebung untersucht und Personen befragt. Bei den Antwortoptionen für die Dialoge herrscht oftmals ein Zeitlimit. Fehler in der Ermittlung gehen genauso wie Entscheidungen in den Dialogbäumen unumkehrbar in die Handlung ein und beeinflussen deren Ausgang.

## Entwicklung
Angekündigt wurde das Spiel erstmals auf der gamescom 2020. Das saarländische Unternehmen Digitales Interactive wurde mit 86.603 € vom Bundesministerium für Digitales und Verkehr und vom DLR Projektträger gefördert. Das zweidimensionale Spiel wurde innerhalb der Unity-Spiel-Engine konzipiert, wobei mehrere Ebenen an Sprites übereinander gelegt sind, um Bewegungsparallaxe zu erzeugen und Echtzeitbeleuchtungseffekte zu ermöglichen. Da Charaktere durch die niedrig aufgelösten Pixel-Art keinerlei Mimik besitzen und das Spiel nur eine Kameraeinstellung besitzt, wurde auf Porträts in Dialogen gesetzt. Da auch Beweisstücke nur wenige Pixel groß sind, wurde ein Hervorhebungssystem implementiert. Auf die Möglichkeit eines Game overs oder dem Steckenbleiben beim Lösen von Puzzles wurde bewusst verzichtet, um die Immersion zu erhöhen und die Erzählung nicht ins Stocken zu bringen. Nur die Zwischensequenzen wurden Englisch und Deutsch synchronisiert. In der Deutschen Synchronisation wird der Hauptdarsteller in seinen Monologen von Tom Vogt gesprochen. Das Spiel wurde unter anderem ins Chinesische, Koreanische und Japanische übersetzt. Der asiatische Markt ist für die Hälfte der Absatzzahlen verantwortlich.

## Rezeption

### Kritiken
Das Spiel wirke laut Adventure Corner zunächst wie ein recht konventioneller Krimi, werde später jedoch überraschend vielschichtig, mit interessantem Gameplay. Dabei werde teils sehr stark vorgegeben, was als Nächstes zu tun ist. Die Entscheidungen würden je nach persönlichem moralischem Kompass das Ende beeinflussen und so auch den Wiederspielwert erhöhen. Die tolle Atmosphäre und das simple, dabei dennoch abwechslungsreiche Spielprinzip ziehe gemäß PC Games in den Bann. Das Spiel sei jedoch kurz und bewerte die getroffene Entscheidung oft nicht. Gameswelt bemängelt, ein Zurückspringen an Schlüsselstellen sei nicht möglich. Der nicht überspringbare Erzähler sei professionell vertont, störe jedoch bei weiteren Anläufen. Er passe auch nicht zum Flair des restlichen Spiels. Die Pixelgrafik wirke retro, der Soundtrack sei ein kleiner Geheimtipp. Lacuna sei ein Adventure mit seichten, aber intelligenten Rätseln. Für M! Games sei es erfrischend, dass das Spiel nicht perfekt gemeistert werden müsse, um die vorherbestimmte Geschichte voranzutreiben. Das Ende fühle sich personalisiert an auch wenn das Baukastensystem dahinter erkennbar sei. Trotz fiktiver Planeten sei die Hintergrundgeschichte zu Klischee beladen und teils vorhersehbar.

### Auszeichnungen
Den Game Award Saar 2019 gewann das Spiel den Preis für den besten Prototypen als auch den Jury-Sonderpreis. Bei den Animated Games Award Germany 2022 war Lacuna nominiert. Für den Deutschen Entwicklerpreis 2021 war Lacuna in der Kategorie „Innovationspreis“ und „Bester Sound“ nominiert. Lacuna war für den Deutschen Computerspielpreis 2022 nominiert, gewann jedoch nicht in der Kategorie „Bestes Spiel“. Das Preisgeld für die Nominierung betrug 30.000 €.